# Coöperatie Laatste Wil
De Coöperatie Laatste Wil (CLW) is een Nederlandse coöperatie met onder meer als doelstelling om informatie met haar volwassen leden te delen over chemische middelen die humaan, effectief en op een waardige manier hun leven kunnen beëindigen op een door hen gekozen moment, zonder tussenkomst van anderen. Een middel bovendien dat legaal kan worden aangeschaft. De CLW wil dat deze informatie voldoet aan randvoorwaarden van zorgvuldigheid en veiligheid.
In 2013 werd de coöperatie ingeschreven bij de Kamer van Koophandel.

## Geschiedenis
De plannen voor de coöperatie ontstonden binnen de Nederlandse Vereniging voor een Vrijwillig Levenseinde (NVVE). Twee leden van deze vereniging, Gert Rebergen en Jos van Wijk, namen het initiatief om de coöperatie op te richten, met steun van de NVVE. Toen Rebergen opstapte, nam Petra de Jong, oud-directeur van de NVVE, zijn plaats in. Jos van Wijk was in 2021 voorzitter. Hij werd opgevolgd door Frits Spangenberg, die na enkele maanden weer aftrad. Daarna volgde Rob van Doorn. 
In 2025, na de veroordelingen in de rechtszaken over Middel X, trad het bestuur met voorzitter Rob van Doorn af. Het bestuur had zich volgens een commissie onder meer schuldig gemaakt aan belangenverstrengeling en had vele conflicten, zowel intern als extern. Onder andere was er een boek uitgegeven door de eigen uitgeverij van de voorzitter. Ook de raad van toezicht trad af. Frans Copini, voormalig politiecommissaris, werd interim-bestuurder.

## Uitgangspunt
Uitgangspunt van de Coöperatie Laatste Wil is de autonomie, het recht op zelfbeschikking van de mens over zijn of haar leven. De CLW pleit voor het afschaffen van artikel 294, tweede lid,  Wetboek van Strafrecht, waarin hulp bij zelfdoding strafbaar is gesteld. Voor de coöperatie moet levensbeëindiging mogelijk zijn zonder tussenkomst van een beoordelaar en op grond van een persoonlijke afweging.
Met dit standpunt streeft de CLW naar meer ruimte bij levensbeëindiging dan de Wet toetsing levensbeëindiging op verzoek en hulp bij zelfdoding (euthanasiewet) van 2002 biedt. De euthanasiewet bepaalt dat een arts medewerking mag verlenen aan het beëindigen van het leven of hulp mag bieden bij zelfdoding mits hij de zorgvuldigheidseisen die de wet stelt, in acht neemt. De zorgvuldigheidseisen geven onder meer aan dat er bij de patiënt sprake moet zijn van uitzichtloos en ondraaglijk lijden en er geen redelijke alternatieven voor behandeling meer zijn.
De standpunten van de CLW leiden tot kritiek op de coöperatie.

## Dodelijk poeder (Middel X)
CLW onderzocht de mogelijkheden van het gebruik van middelen om zelf een eind aan het leven te maken. Door contacten met de farmaceutische industrie, apothekers en artsen onderzocht de CLW de mogelijkheden van niet verboden middelen, in de vorm van pillen, drankjes, poeders, gassen, en synthetische drugs.
In 2017 maakte de CLW op de Nederlandse televisie (Nieuwsuur en het NOS Journaal) bekend dat ze een poeder op het oog had dat volgens haar geschikt was voor zelfdoding. Het ging om een middel dat vrij verkrijgbaar is (en van zichzelf bedoeld voor andere toepassingen). CLW maakte niet openbaar om welk middel, aangeduid als "Middel X", het ging. Wel is er volgens de CLW slechts 2 gram van nodig voor een zelfdoding. Bestelling bij een groothandel zou echter alleen in grotere hoeveelheden mogelijk zijn, wat tot ongewenst rondzwerven van restanten zou kunnen leiden.
In maart 2018 meldde de CLW dat sommige leden het middel gingen inkopen en distribueren naar andere leden, waardoor het probleem van restanten zich niet zou voordoen. Leden die zo een individuele portie bestelden bij een inkoper, zouden dit elk in een kluisje bewaren, dat ook geleverd werd.

## Strafrechtelijk onderzoek en veroordeling
Half september 2017 signaleerde een handelaar in chemicaliën een grote toename in de vraag naar natriumnitriet, dat wel in kleine porties verkrijgbaar is, en dus niet gelijk is aan "Middel X". De handelaar vroeg kopers om een gebruikersverklaring, omdat natriumnitriet giftig is.
Het Openbaar Ministerie (OM) begon in maart 2018 een strafrechtelijk onderzoek naar het handelen van de CLW. De directe aanleiding was de bekendmaking door de CLW op 14 maart dat inkopers het middel daadwerkelijk gingen bestellen. Daarmee konden naar verwachting ongeveer duizend mensen op korte termijn via de CLW over het middel beschikken. Het zou kunnen gaan om hulp bij zelfdoding door de CLW en/of de leden van de CLW die het zelfdodingsmiddel aan anderen leveren of verspreiden. Er zou ook sprake kunnen zijn van een criminele organisatie. Naast strafrechtelijke mogelijkheden oriënteerde het OM zich op civiele mogelijkheden, zoals een kort geding bij de rechtbank om de activiteiten van CLW te laten verbieden. Het OM verzocht de coöperatie ook om de activiteiten met onmiddellijke ingang te staken.
In 2019 begon er ook een onderzoek in België, waar de organisatie op dat moment ca. 700 leden had.
In 2021 werd voorzitter Jos van Wijk aangehouden op verdenking van deelname aan een criminele organisatie die het plegen of beramen van zelfmoorden als oogmerk zou hebben. Tevens werd hij verdacht van betrokkenheid bij hulp bij zelfmoorden. Ook twee andere leden werden aangehouden. In december 2023 ging het inmiddels om zeven mensen, onder wie Van Wijk. In april 2024 eiste het OM gevangenisstraffen tot dertig maanden tegen zes van hen, allen tussen 70 en 80 jaar oud. Een van hen had ruim zeshonderd doses verkocht. Volgens de officier van justitie „omzeilden en ondermijnden” de verdachten de Nederlandse wetgeving rondom euthanasie, brachten zij het recht op leven in gevaar en vormden zij een crimineel samenwerkingsverband rond hulp bij zelfdoding. Op 4 juli 2024 werd Jos van Wijk (op dat moment 76 jaar en geen voorzitter meer van CLW) door de rechtbank in Arnhem veroordeeld tot een voorwaardelijke celstraf van vier maanden. Lid Tiny B. (74) kreeg een taakstraf van tachtig uur en een voorwaardelijke celstraf van één jaar, met een proeftijd van 3 jaar. Zij werd gezien als de kern van dit samenwerkingsverband, en betrok een andere persoon bij de handel in Middel X, Alex S, die eerder al tot 3,5 jaar cel was veroordeeld. De rechtbank achtte ook bewezen dat B. in een enkel sterfgeval hulp bij zelfdoding heeft geboden. Vier andere verdachten werden vrijgesproken vanwege onvoldoende bewijs. De 7e verdachte was inmiddels overleden.

### Reactie van de CLW
Op 22 maart 2018 werd bekend dat de coöperatie Middel X toch niet zou gaan verstrekken. Ruim 1100 leden hadden zich aangemeld voor een bijeenkomst waar ze het poeder gezamenlijk zouden kunnen kopen. De reden van afzegging was dat de CLW vond dat ze door justitie werd gelijkgesteld met een criminele organisatie. De coöperatie verklaarde niets in strijd met de wet te willen doen en wenste eerst duidelijkheid over de wettigheid van haar handelen. Onder druk van het OM stopte de coöperatie vervolgens met het, in huiskamergroepen, geven van informatie over het poeder en de inkoopgroepen. Er was een te groot strafrechtelijk risico voor de inkopers. Informatie over het middel, en de naam ervan, staan ook in 2023 nog op de website vermeld.
In augustus 2021 stopte CLW met het organiseren van bijeenkomsten, omdat ze het vermoeden hadden dat het dodelijke poeder hier verstrekt werd. Zeven maanden later royeerde CLW acht leden die de stof zouden hebben doorverkocht achter de rug van het bestuur om.

## Proces tegen de Staat
Op 9 april 2021 dagvaardden CLW en 29 eisers de Nederlandse Staat met als inzet dat de Staat onrechtmatig zou handelen door zijn burgers het recht op waardig sterven in eigen regie te onthouden, hulp bij zelfdoding strafbaar te stellen en de onverkorte handhaving daarvan te handhaven, de verkrijgbaarheid van een laatste-wil-middel te belemmeren en naasten bij en na een zelfgekozen levenseinde te criminaliseren. Op 10 oktober 2022 vond de behandeling plaats bij de Rechtbank Den Haag. Deze rechtbank oordeelde op 14 december 2022 dat de Staat het verbod op hulp bij zelfdoding mocht handhaven.

## Sarco
In 2024 werd bekend gemaakt dat de organisatie ging samenwerken met de Australische arts Philip Nitschke, die een zelfdodingscapsule, de Sarco, had ontwikkeld.